# Michał Kiciński
Michał Dawid Kiciński (ur. 1974 r.) – polski przedsiębiorca, współzałożyciel (obok Marcina Iwińskiego) spółki CD Projekt.
Odszedł z przedsiębiorstwa, ale jest współwłaścicielem 9,99% akcji (dane z listopada 2023 r.).

## Życiorys
W wieku 13 lat zaczął pracować na giełdzie komputerowej przy ul. Grzybowskiej w Warszawie. W 1994 roku wraz z Marcinem Iwińskim założył przedsiębiorstwo CD Projekt zajmujące się dystrybucją gier komputerowych. Zarządzał firmą jako Członek Zarządu i Joint-CEO (wraz z Iwińskim). Do 2000 roku CD Projekt stał się wiodącym dystrybutorem gier w Polsce oraz otworzył biura w Czechach i na Węgrzech. Głównymi czynnikami sukcesów CD Projekt były: jako pierwsza firma wprowadziła tanią serię wydawniczą “Strefa Niskich Cen”. Jako pierwsi w Polsce zaczęli sprzedawać gry premierowe poniżej 100 zł. Pod koniec 2010 roku odszedł ze spółki i nie pełni już w niej żadnych formalnych funkcji. Do końca 2011 roku wspierał ją jednak wiedzą i doświadczeniem. 
W roku 2013 kupił Fort Traugutta Cytadeli Warszawskiej i zainwestował w firmę technologiczną Mudita. Od 2022 roku jest Prezesem Zarządu Mudita. 
W roku 2014 powołał Fundację Borzymy, która prowadzi ośrodek medytacyjno–rozwojowy Oddechowo w Urlach. Podobny projekt prowadzi w Peru.
W roku 2023 reaktywował markę Unitra.
W 2021 roku zajął 15 miejsce na liście najbogatszych Polaków magazynu „Forbes” z majątkiem wycenianym na 3,1 mld zł. W 2023 roku sklasyfikowany na miejscu 56 w rankingu 100 najbogatszych Polaków magazynu Forbes.

## Życie prywatne
Jest bratem przedsiębiorcy Adama Kicińskiego.

## Odznaczenia i wyróżnienia
- Laureat nagrody “Śląkfy” w kategorii Wydawca Roku 2006[11][12].
- Przedsiębiorca Roku 2008[13] wyróżnienie przyznane przez firmę Ernst&Young
- Człowiek Roku 2010 Polskiego Internetu przyznany przez Internet Standard
- Krzyż Kawalerski Orderu Odrodzenia Polski (2013 r.)[14]
- Nagroda Wektora dla Przedsiębiorcy Roku 2011 przyznana przez czytelników Pulsu Biznesu[15].
- Nagroda specjalna “Przedsiębiorca 15-lecia” przyznana przez firmę Ernst & Young (2017 r.)[16]
- Anioł Biznesu 2024 r.[17]